# انفیلد (کارولینای شمالی)
انفیلد (به انگلیسی: Enfield) شهری در ایالت کارولینای شمالی کشور ایالات متحده آمریکا است که جمعیت آن در سرشماری سال ۲۰۱۰ میلادی، ۲٬۵۳۲ نفر بوده‌است.